# Phalera tenebrata
Phalera tenebrata är en fjärilsart som beskrevs av Embrik Strand 1903. Phalera tenebrata ingår i släktet Phalera och familjen tandspinnare. Inga underarter finns listade i Catalogue of Life.